# MTV Movie Award all'attore più attraente
L'MTV Movie Award per l'attore più attraente (MTV Movie Award for Most Desirable Male) è un premio cinematografico statunitense assegnato annualmente dal 1992 al 1996. 
È stato eliminato probabilmente perché di fatto tendeva a coincidere con il premio per la migliore performance maschile.

## Vincitori e candidati
I vincitori sono indicati in grassetto, a seguire gli altri candidati.
- 1992: Keanu Reeves - Point Break - Punto di rottura (Point Break)
  - Kevin Costner - Robin Hood - Principe dei ladri (Robin Hood: Prince of Thieves)
  - Christian Slater - Poliziotto in blue jeans (Kuffs)
  - Patrick Swayze - Point Break - Punto di rottura (Point Break)
  - Jean-Claude Van Damme - Double Impact - La vendetta finale (Double Impact)

- 1993: Christian Slater - Qualcuno da amare (Untamed Heart)Brad Pitt è l'unico interprete a venire eletto per due volte Attore più attraente agli MTV Movie Awards.

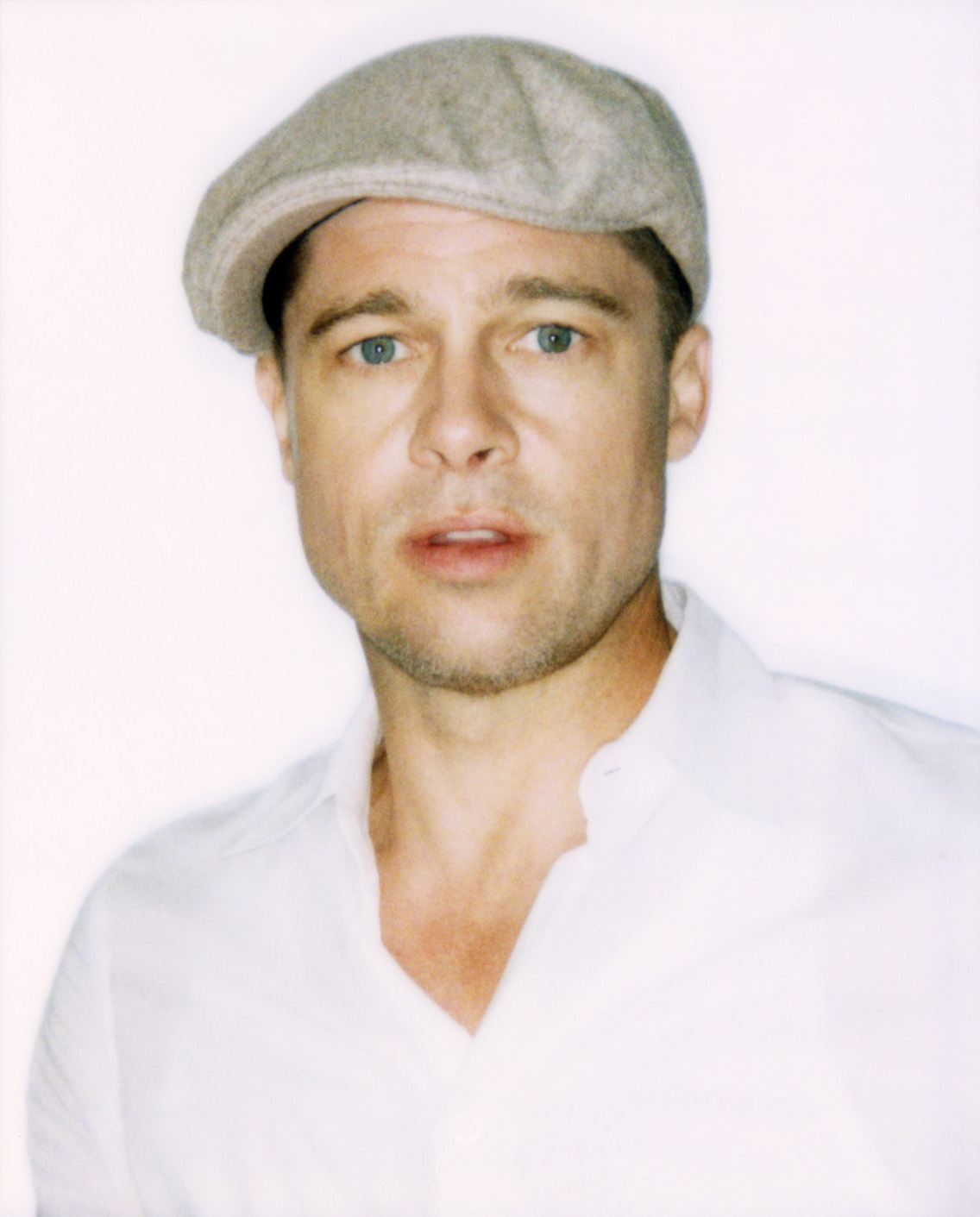
Brad Pitt è l'unico interprete a venire eletto per due volte Attore più attraente agli MTV Movie Awards.

  - Kevin Costner - Guardia del corpo (The Bodyguard)
  - Tom Cruise - Codice d'onore (A Few Good Men)
  - Mel Gibson - Arma letale 3 (Lethal Weapon 3)
  - Jean-Claude Van Damme - Accerchiato (Nowhere to Run)

- 1994: William Baldwin - Sliver
  - Tom Cruise - Il socio (The Firm)
  - Val Kilmer - Tombstone
  - Jean-Claude Van Damme - Senza tregua (Hard Target)
  - Denzel Washington - Il rapporto Pelican (The Pelican Brief)

- 1995: Brad Pitt - Intervista col vampiro (Interview with the Vampire)
  - Tom Cruise - Intervista col vampiro (Interview with the Vampire)
  - Christian Slater - Intervista col vampiro (Interview with the Vampire)
  - Keanu Reeves - Speed
  - Andy García - Amarsi (When a Man Loves a Woman)

- 1996: Brad Pitt - Seven
  - Antonio Banderas - Desperado
  - Mel Gibson - Braveheart - Cuore impavido (Braveheart)
  - Val Kilmer - Batman Forever
  - Keanu Reeves - Il profumo del mosto selvatico (A Walk in the Clouds)